# 橋本孝 (プロデューサー)
橋本 孝（はしもと たかし、1960年4月4日 - ）は、日本のテレビプロデューサー、実業家。

## 来歴・人物
静岡県浜松市出身。浜松北高校を経て、京都大学文学部に入学。大学在学中は劇団そとばこまちに所属し、辰巳琢朗、上海太郎、川下大洋、蒔田光治、生瀬勝久、山西惇らと共に活動。　
1985年にTBS入社。バラエティー部に配属され「風雲!たけし城」「さんまのからくりTV」等のディレクターを務めたのち、ドラマ部に異動。「オトナの男」「めぐり逢い」「ランデヴー」等の作品をプロデュースする。
1998年に編成部に異動。「大好き！五つ子」シリーズ、「温泉へ行こう!」シリーズ等の企画を担当。
2003年、ドリマックス・テレビジョン（現：TBSスパークル）創立に伴い、取締役プロデューサーとして出向。「恋文」「ホームドラマ!」「弁護士のくず」「ハンチョウ」シリーズ等をプロデュースする。
2020年4月、TBSテレビを定年退職。同年6月、株式会社テレパックの代表取締役に就任。
2024年6月、株式会社テレテックの代表取締役社長に就任。

## 主な作品
- 「風雲!たけし城」
- 「さんまのからくりTV」
- 「総理大臣誘拐される」
- 「ジューン・ブライド」
- 「新婚なり!」
- 「長男の嫁2 実家天国」
- 「Dearウーマン」
  - 「Dearウーマン スペシャル」
- 「オトナの男」
- 「めぐり逢い」
- 「ランデヴー」
- 「温泉へ行こう!」
- 「夢のカリフォルニア」
- 「恋文 〜私たちが愛した男〜」
- 「ホームドラマ!」
- 「青春の門-筑豊篇」
- 「27歳の夏休み」
- 「ガチバカ!」
- 「弁護士のくず」
- 「鉄板少女アカネ!!」
- 「肩ごしの恋人」
- 「あんどーなつ」
- 「ハンチョウ～神南署安積班 1～6」
- 「CO移植コーディネーター」
- 倉本聰「學」
- 「夜行観覧車」
- 「確証～警視庁捜査3課」
- 「名もなき毒」
- 「刑事のまなざし」
- 「隠蔽操作」
- 「確証」
- 「アンナチュラル」
- 「MIU404」